# Simone Vagnozzi
Simone Vagnozzi (ur. 30 maja 1983 w Ascoli Piceno) – włoski tenisista.

## Kariera tenisowa
Status profesjonalisty otrzymał w roku 1999. Wygrywał w przeciągu całej kariery turnieje z serii ITF Men's Circuit. W rozgrywkach rangi ATP Challenger Tour zwyciężył pod koniec czerwca 2010 roku w niemieckim Marburgu. W pojedynku finałowym pokonał Czecha Ivo Minářa.
W grze podwójnej w połowie lipca 2010 roku Vagnozzi doszedł wspólnie z Andreasem Seppim do finału turnieju rangi ATP World Tour w Båstad. Pojedynek finałowy włoski debel przegrał 4:6, 5:7 z parą Robert Lindstedt-Horia Tecău.
Najwyżej sklasyfikowany w rankingu singlistów był na 161. miejscu 7 listopada 2011 roku, natomiast w zestawieniu deblistów na 74. pozycji 4 kwietnia 2011 roku.

### Finały w turniejach ATP World Tour
| Legenda                                      |
| -------------------------------------------- |
| Wielki Szlem                                 |
| Igrzyska olimpijskie                         |
| Tennis Masters Cup / ATP Finals              |
| ATP Masters Series / ATP Tour Masters 1000   |
| ATP International Series Gold / ATP Tour 500 |
| ATP International Series / ATP Tour 250      |

#### Gra podwójna (0–1)
| Końcowy wynik | Nr | Data          | Turniej | Nawierzchnia | Partner       | Przeciwnicy                  | Wynik finału |
| ------------- | -- | ------------- | ------- | ------------ | ------------- | ---------------------------- | ------------ |
| Finalista     | 1. | 18 lipca 2010 | Båstad  | Ceglana      | Andreas Seppi | Robert Lindstedt Horia Tecău | 4:6, 5:7     |